# میکریوکوفکا
میکریوکوفکا (انگلیسی: Mikryukovka) یک شهرک در شهرستان استرلیتاماکسکی استان باشقیرستان کشور روسیه است.